# 陳繼舜

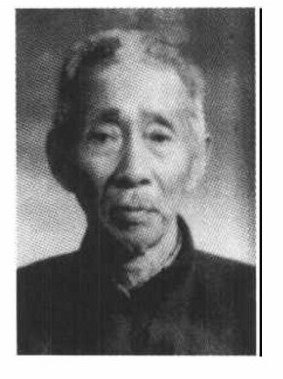
陳繼舜

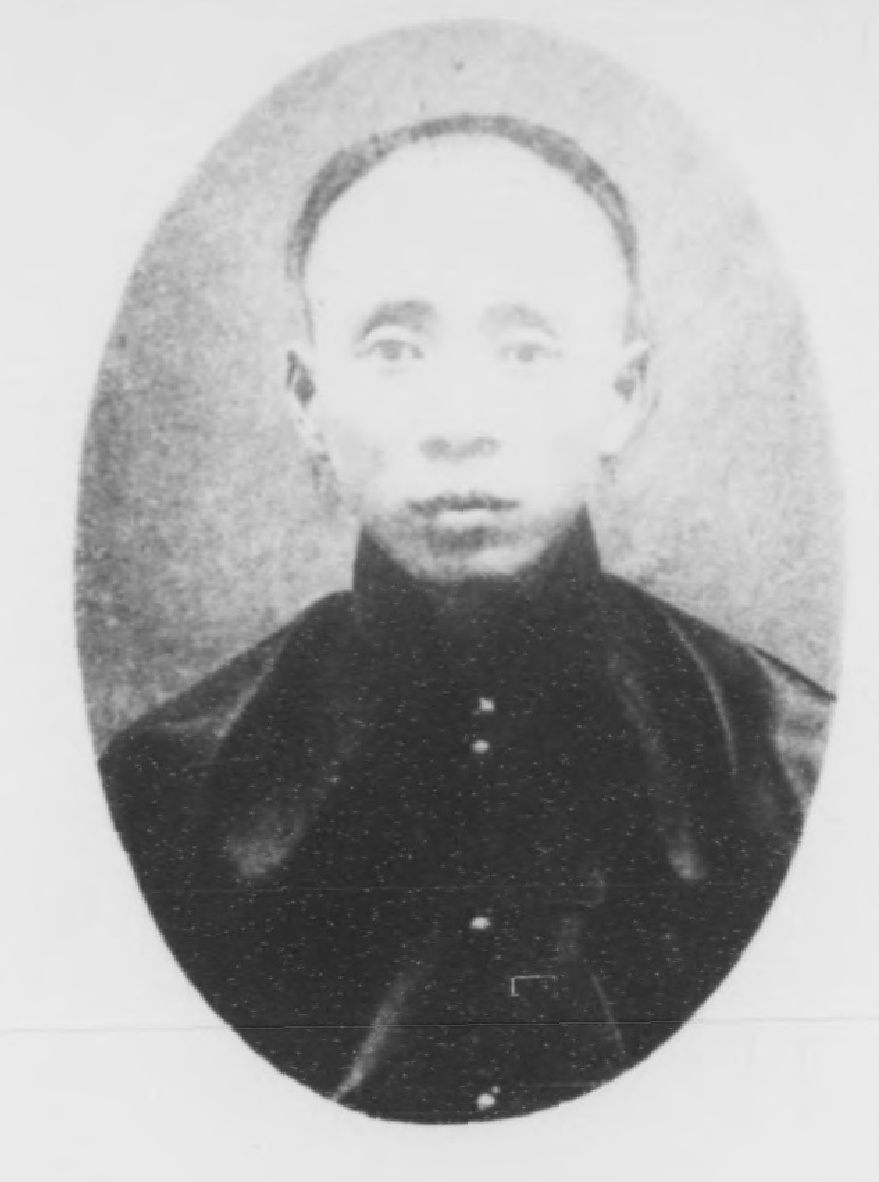

陳繼舜（1878年12月1日—1962年3月7日），字杏驄，號繼訓，筆名狷庵，湖南省長沙縣人，光緒三十年進士。

## 生平[1]
求實書院肄業，1903年癸卯科舉人，光緒三十年，會試第40名；殿試登進士二甲74名，后授以主事分部學習。歷任戶部福建司主事、出使俄國參贊、度支部軍餉司司長、統計處幫辦。人民國後，曾任財政部湖南印花稅處處長。未幾即退職家居，不復與聞時政，惟以讀書課子、賣文鬻字自娛。抗日戰爭期間，1938年長沙大火，殃及住宅，書籍字畫、服飾傢具概付灰燼。既而徙居長沙北鄉荷花園，又值日寇四次犯湘，頻遭劫難，家產損失幾盡。1950年長沙土改時，帶頭將稍存田畝獻交農會，獲鄉里開明士紳之稱。旋被聘為湖南省人民政府文物管理委員會委員。1951年為生計到京寄居其女婿家。1952年6月被聘任為中央文史研究館館員。1962年3月7日病故，終年84歲。陳繼舜著有《狷庵文草》十二卷、《狷庵詩草》十二卷、《俄游日札》一卷。